# Albin Lagergren
Albin Lagergren, né le 11 septembre 1992 à Varberg, est un handballeur international suédois. Il évolue au poste d'arrière droit.

## Palmarès

### En club
Compétitions internationales
- Ligue européenne (C3)
  - Troisième (2) : 2021

Compétitions nationales
- Vainqueur du Championnat de Suède (4) : 2015, 2016, 2017, 2018
- Coupe d'Allemagne
  - Vainqueur (1) : 2023
  - Finaliste (1) : 2019

### En sélection
Jeux olympiques
- 11e place aux Jeux olympiques de 2016
- 5e place aux Jeux olympiques de 2020

Championnats du monde
- 6e place au championnat du monde 2017
- 5e place au championnat du monde 2019
- Médaille d'argent au  championnat du monde 2021
- 4e place au championnat du monde 2023

Championnats d'Europe
- Médaille d'argent au Championnat d'Europe 2018
- 7e place au Championnat d'Europe 2020
- Médaille d'or au Championnat d'Europe 2022
- Médaille de Bronze au Championnat d'Europe 2024

## Galerie

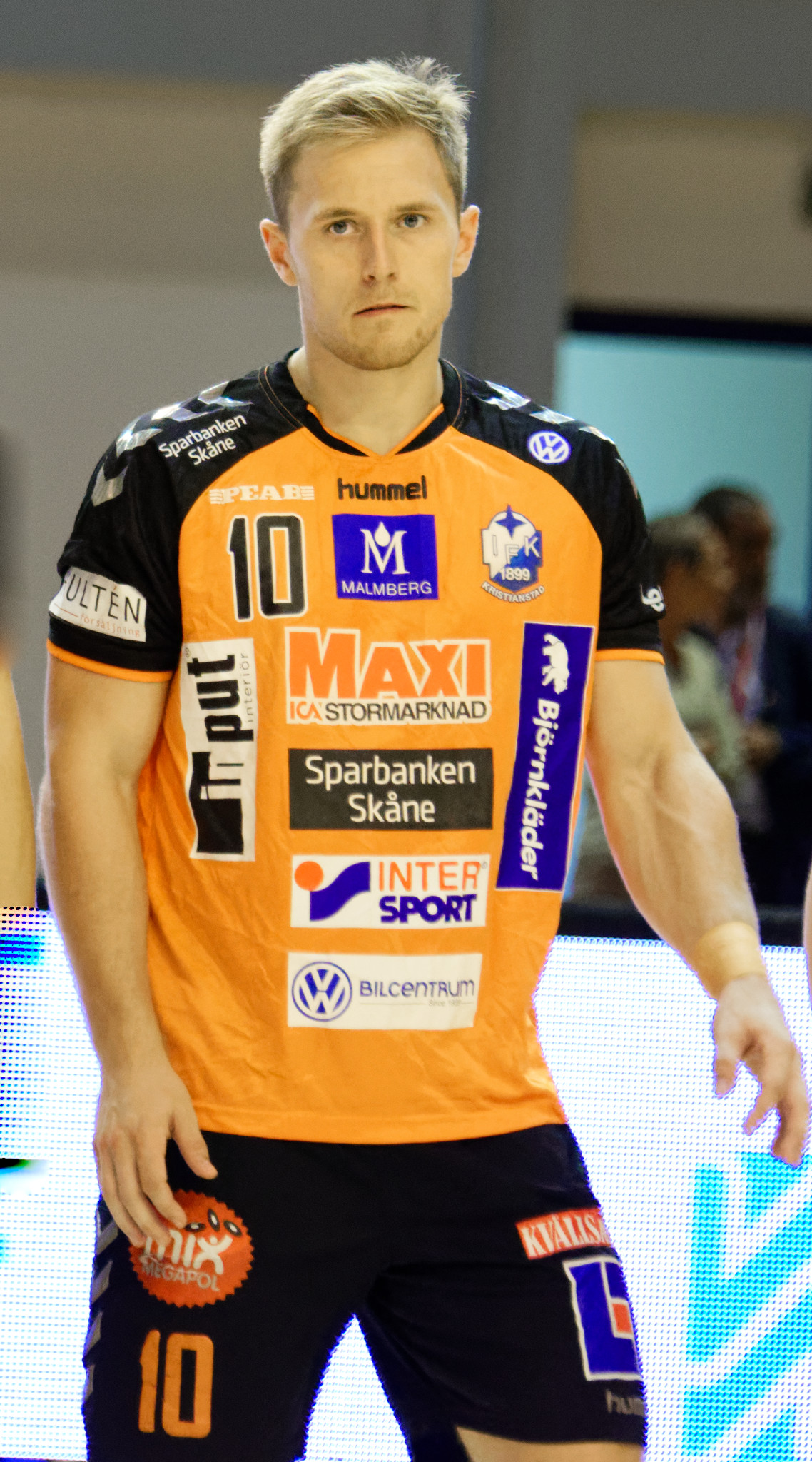
En 2016 avec Kristianstad
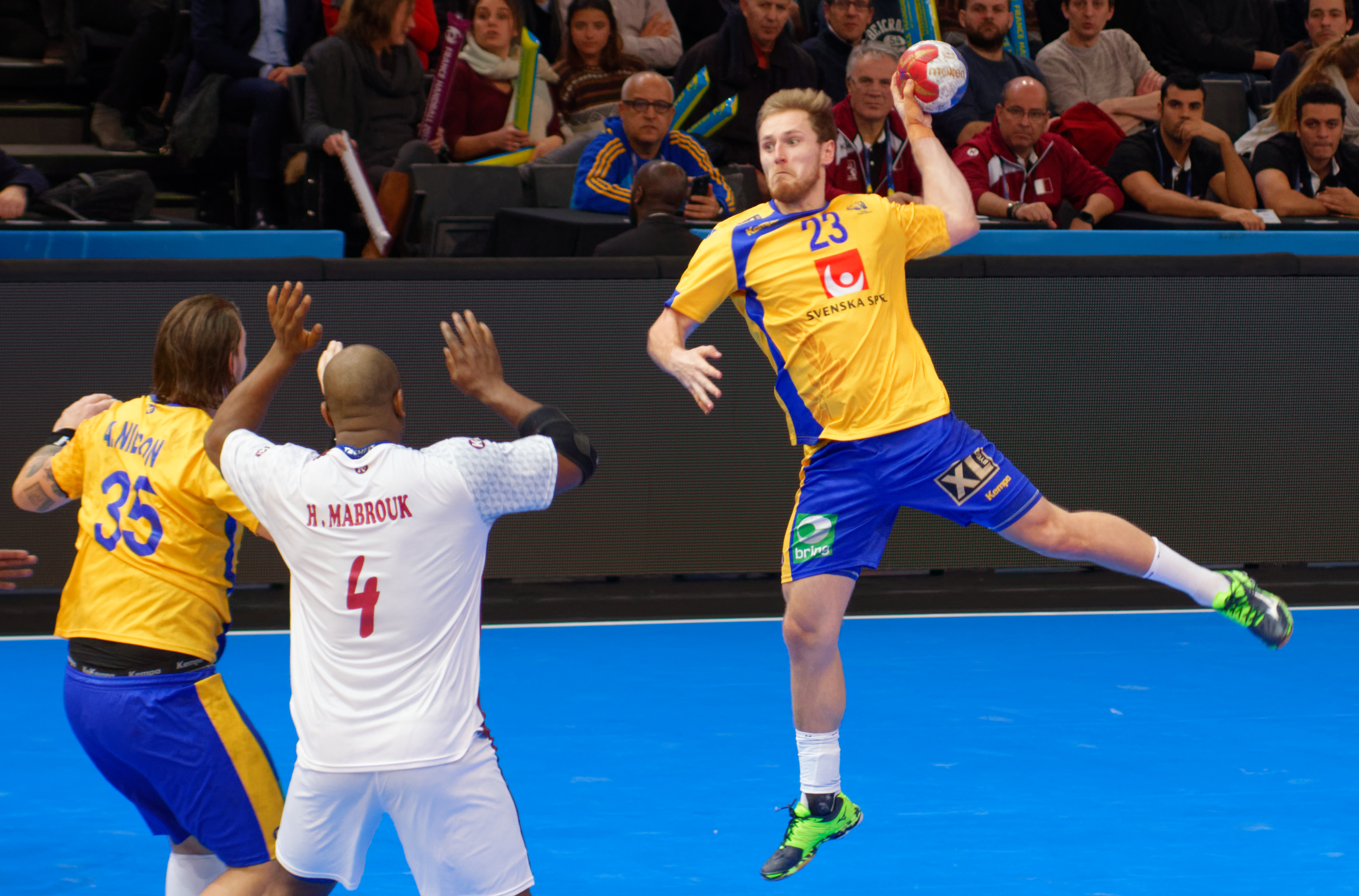
En 2017 avec la Suède face au Qatar
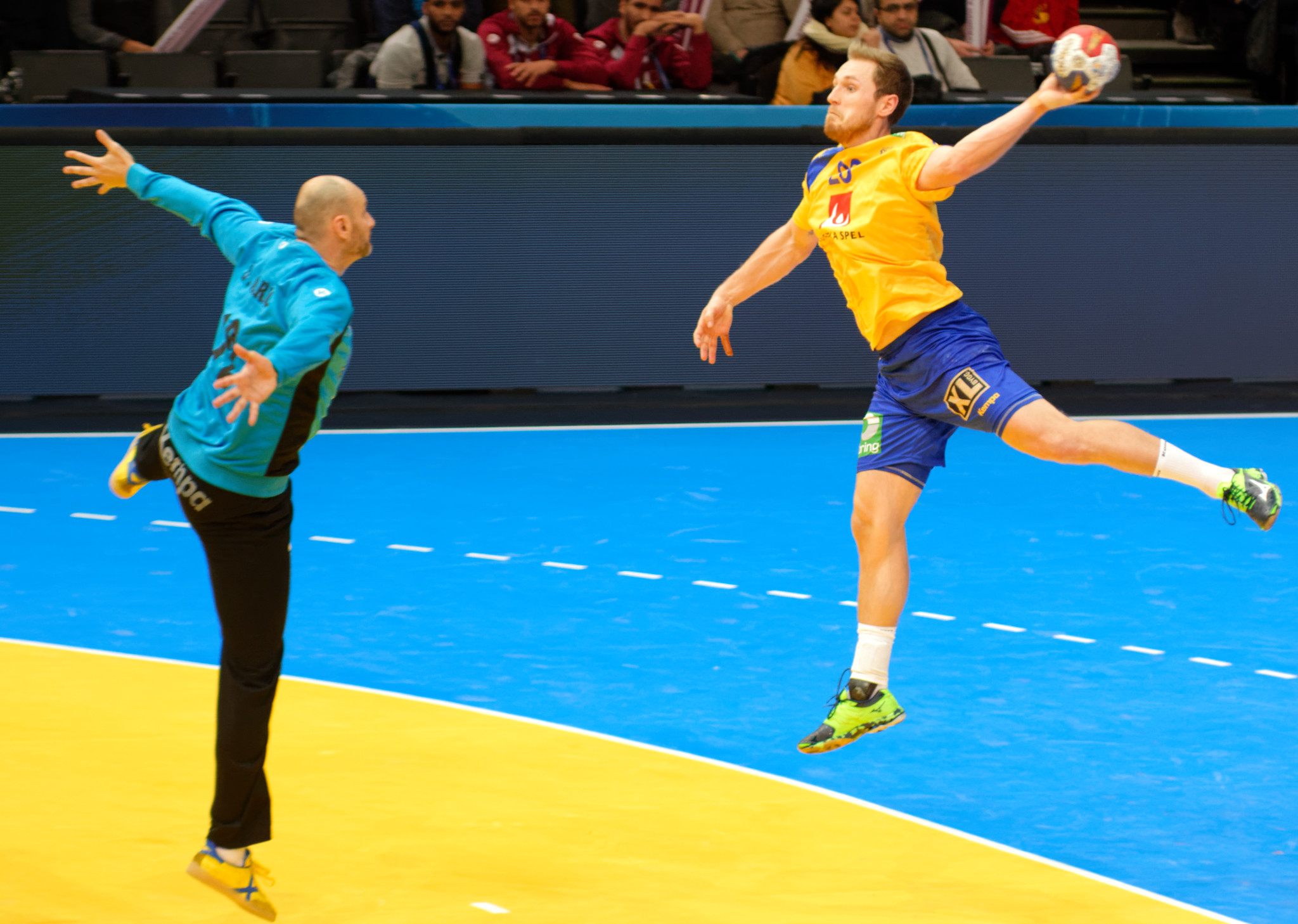
idem
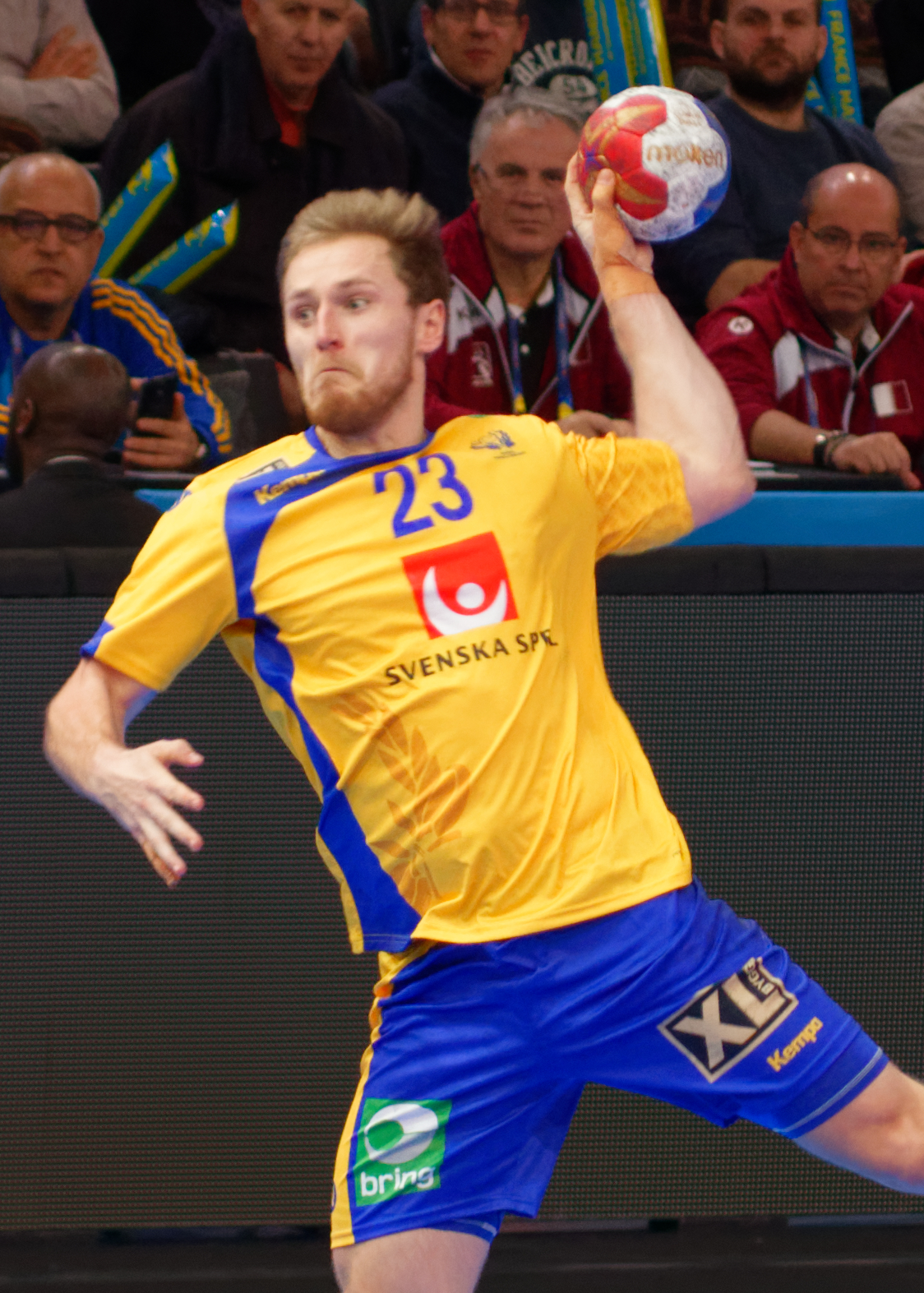
idem